# Церковь Святой Параскевы Пятницы (Бершты)
Церковь Святой Параскевы Пятницы (бел. Царква Святой Параскевы Пятніцы) — православный храм в деревне Бершты Щучинского района Гродненской области Белоруссии, памятник белорусского народного зодчества. Церковь относится к Щучинскому благочинию Гродненской и Волковысской епархии Белорусской православной церкви.

## История
Церковь Святой Параскевы Пятницы построена в 1816 году из дерева, отремонтирована в 1866—1867 годах. В 1866 году прихожане в память о чудесном спасении императора Александра II от покушения на его жизнь собрали деньги на приобретение иконы «Святой Александр Невский».
В 1961 году во время хрущёвских гонений церковь была закрыта. До 1990 года в здании церкви размещался склад. Затем возвращена верующим.
Постановлением Совета Министров Республики Беларусь от 2 августа 2016 года № 607 включена в Государственный список историко-культурных ценностей Республики Беларусь.

## Архитектура
Прямоугольный в плане сруб и четырёхгранная низкая апсида накрыты отдельными вальмовыми крышами. В трапециевидный фронтон фасада встроена четвериковая шатровая башенка-колокольня, над вальмой крыши — луковичная глава на восьмигранной шее. Горизонтально обшитые (цокольная часть — вертикально) боковые фасады аритмично расчленены лучковыми оконными проёмами в плоских дощатых наличниках и брусьями-стяжками.